# Xylotrechus nunenmacheri
Xylotrechus nunenmacheri là một loài bọ cánh cứng trong họ Cerambycidae.